# The Crimson Idol
The Crimson Idol – album amerykańskiego zespołu heavymetalowego W.A.S.P., który został wydany w 1992 roku.

## Lista utworów
1. The Titanic Overture – 3:23
2. The Invisible Boy – 4:04
3. Arena of Pleasure – 4:06
4. Chainsaw Charlie (Murders in the New Morgue) – 7:36
5. The Gypsy Meets the Boy – 4:08
6. Doctor Rockter – 3:43
7. I Am One – 4:27
8. The Idol – 5:20
9. Hold On To My Heart – 4:14
10. The Great Misconceptions of Me – 9:29

## Wykonawcy
- Blackie Lawless – śpiew, gitara rytmiczna, gitara basowa
- Bob Kulick – gitara elektryczna
- Frankie Banali – perkusja